# Charles Hazelius Sternberg
Charles Hazelius Sternberg (15 de junho de 1850 – 20 de julho de 1943) foi um colecionador de fósseis e paleontólogo americano. Ele foi ativo em ambos os campos de 1876 a 1928, e coletou fósseis para Edward Drinker Cope e Othniel C. Marsh, e para o Museu Britânico, o Museu de História Natural de San Diego e outros museus.
A família Sternberg é lendária na história da paleontologia. Charles Hazelius era o patriarca, e seus três filhos, George F. Sternberg, Charles Mortram Sternberg e Levi Sternberg também eram colecionadores profissionais de fósseis. Em 1908, os Sternbergs encontraram uma notável múmia de dinossauro bico de pato na Formação Lance, no leste de Wyoming, o primeiro fóssil desse tipo encontrado. Após uma licitação animada, o fóssil foi vendido ao Museu Americano de História Natural.

## Biografia
Charles Hazelius Sternberg nasceu perto de Cooperstown, Nova York, filho do reverendo Levi Sternberg e Margaret Levering Miller.. Aos 17 anos, Sternberg mudou-se para o Condado de Ellsworth, Kansas, onde seu irmão mais velho, Dr. George M. Sternberg (1838–1915), trabalhou como cirurgião militar em Fort Harker e era dono de um rancho. Uma vez lá, Sternberg se interessou em coletar folhas fósseis da Formação Dakota Sandstone. De 1875 a 1876, Sternberg estudou na Universidade Estadual do Kansas com o renomado paleontólogo Benjamin Franklin Mudge, embora Sternberg nunca tenha se formado.
Sternberg se casou com Anna Musgrave Reynolds em 7 de julho de 1880. Um filho morreu na infância, e sua única filha morreu aos 20 anos em 1911. Três filhos sobreviveram até a idade adulta, George F. Sternberg (1883–1969), Charles Mortram Sternberg (1885–1981) e Levi Sternberg (1894–1976), que também tiveram carreiras em paleontologia de vertebrados. Era um homem profundamente religioso. Ele escreveu poesia devocional e publicou uma coleção de poemas chamada A Story of the Past: Or, the Romance of Science (1911).

### Carreira

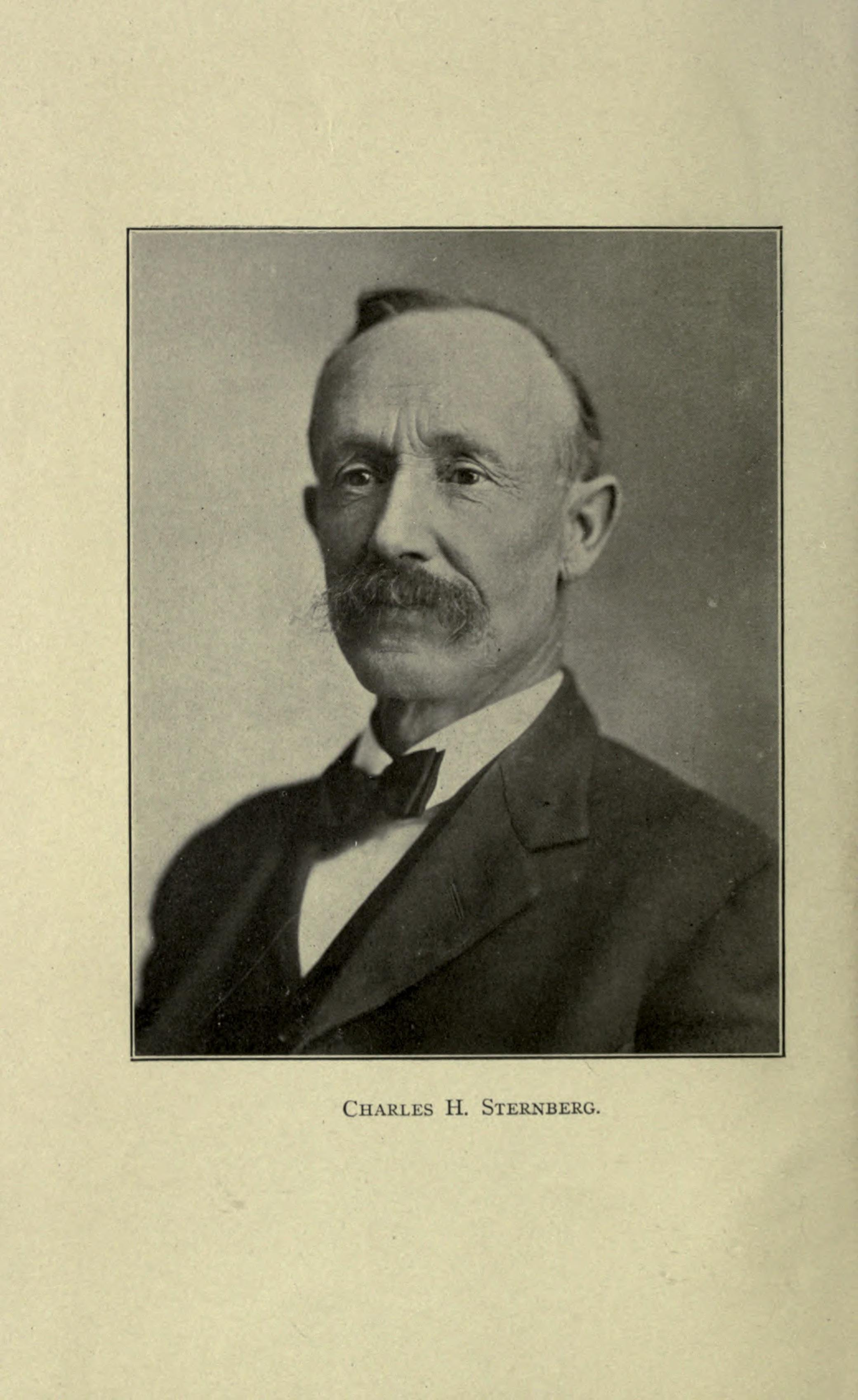
Capa de The Life of a Fossil Hunter (A vida de um caçador de fósseis) com introdução de Henry Fairfield Osborn

Em 1876, Edward Drinker Cope financiou a primeira expedição formal de Sternberg a Park (Kansas), e este continuou a trabalhar com Cope por várias temporadas de campo nos anos que se seguiram. Sternberg mais tarde coletou fósseis para o rival de Cope na Guerra dos Ossos, Othniel C. Marsh, trabalhando ao lado de John Bell Hatcher em Long Island, Kansas. Sternberg também coletou para vários museus e instituições, e seu trabalho o levou por toda a América do Norte, incluindo locais na Califórnia, Montana, Texas e Canadá.
Sternberg mudou-se para San Diego, Califórnia, em 1921 e detinha o título honorário de Curador de Paleontologia de Vertebrados no Museu de História Natural de San Diego. Ele continuou a liderar expedições de caça a fósseis por toda a América do Norte e vendeu seus espécimes para museus e universidades em todo o mundo.  A expedição final de Sternberg foi para a Península de Baja em 1928.
Após a morte de sua esposa em 1938, Sternberg mudou-se com seu filho Levi Sternberg para Toronto, Canadá, onde viveu até sua morte aos 93 anos. Sternberg escreveu dois livros sobre suas aventuras paleontológicas: "The Life of a Fossil Hunter" (1909) e "Hunting Dinosaurs in the Badlands of the Red Deer River, Alberta, Canada: A Sequel to The Life of a Fossil Hunter" (1917).